# Adelén
Adelén Rusillo Steen (Tønsberg, Noruega, 4 de noviembre de 1996) es una cantante y compositora noruega-española.

## Carrera musical
Adelén empezó su carrera musical en 2010 cantando los coros.
En el 2013 se hizo muy conocida por participar en el concurso musical Melodi Grand Prix 2013, certamen por el cual se elige al representante noruego para el Festival de Eurovisión 2013 que se celebraría en Malmö-Suecia. En aquel concurso llegó a la gran final con la canción de raíces latinas  "Bombo", sin embargo fue vencida por la cantante Margaret Berger y su canción "I feed you my love", quien finalmente fue elegida para ser la representante de su país para el festival internacional.
Pese a ello, tras su actuación en el Melodi Grand Prix 2013, en varios países del mundo  "Bombo" se posicionó rápidamente en el primer puesto de la lista de éxitos iTunes.
Tiempo después su canción "Olé" fue un himno para el mundial de fútbol de Brasil 2014. 
Actualmente sigue extendiendo su repertorio de canciones estrenando "Go Home" disponible en Spotify y Youtube.

## Vida personal
Nacida de padre noruego, cuenta con ascendencia española por parte de su madre, natural de Bailén (Jaén) .

## Discografía

### Sencillos
| Año  | Título                  | Máxima posición | Máxima posición | Máxima posición | Máxima posición | Álbum                                                         |
| Año  | Título                  | NOR             | FIN             | POL Dance       | SUE             | Álbum                                                         |
| ---- | ----------------------- | --------------- | --------------- | --------------- | --------------- | ------------------------------------------------------------- |
| 2013 | "Bombo"                 | 1               | 6               | 36              | 23              | TBA                                                           |
| 2013 | "Baila conmigo"         | —               | —               | —               | —               | TBA                                                           |
| 2014 | "Always On My Mind"     | —               | —               | —               | —               | TBA                                                           |
| 2014 | "Olé"                   | 3               | —               | 50              | —               | One Love, One Rhythm – The 2014 FIFA World Cup Official Album |
| 2015 | "Spell On Me"           | —               | —               | —               | —               | TBA                                                           |
| 2016 | "Wild Like Me"          | —               | —               | —               | —               | TBA                                                           |
| 2017 | "Go home"               | —               | —               | —               | —               | TBA                                                           |
| 2017 | "Big bad bitter"        | —               | —               | —               | —               | TBA                                                           |
| 2019 | "What's Next"           | —               | —               | —               | —               | TBA                                                           |
| 2019 | "Beat"                  | —               | —               | —               | —               | TBA                                                           |
| 2019 | "Somewhere we can talk" | —               | —               | —               | —               | TBA                                                           |
| 2021 | "Jaded"                 | —               | —               | —               | —               | TBA                                                           |
| 2021 | "Safety Light"          | —               | —               | —               | —               | TBA                                                           |
| 2021 | "Obsessed"              | —               | —               | —               | —               | TBA                                                           |
| 2022 | "Mala"                  | —               | —               | —               | —               | TBA                                                           |